# 学校法人法政大学
学校法人法政大学（がっこうほうじんほうせいだいがく）は、日本の学校法人。

## 理事会
- 役員（任期 2021年4月1日～2025年3月31日）[1]
  - 理事長 廣瀬克哉（法学部教授） 大学学長
  - 常務理事 小秋元段（文学部教授）大学副学長
  - 常務理事 佐野哲（経営学部教授）大学副学長
  - 常務理事 奥山利幸（経済学部教授）大学副学長
  - 常務理事 小澤雄司（法政大学職員）
  - 常務理事 金井敦（理工学部教授）大学副学長
  - 常務理事 和仁達郎（法政大学国際高等学校校長）
  - 常務理事 ダイアナ・コー（グローバル教養学部教授）大学副学長
  - 常務理事 岩崎晋也（現代福祉学部教授）大学副学長
  - 常務理事 平山喜雄（法政大学職員）
  - 理事 小林清宣（卒業生評議員）
  - 理事 岡本眞司（卒業生評議員）
  - 理事 菊池由美子（卒業生評議員）
  - 理事 長裕章（卒業生評議員）

## 総長
- 法政大学総長を、法人の代表である理事長とする。
- 総長は、法人の理事長と大学の学長を兼ねることから総長と呼ばれる。
- 総長の選出方法は、学内選挙で総長候補者を1人選出し、理事会が次期総長として選任する。
- 任期は4年、通算2期まで。理事も同じ。

## 理事会の構成
- 理事会は13人で構成。その内訳は総長、大学教員理事4人、付属校校長理事1人、職員理事2人、卒業生理事4人、総長選任理事1人。
- 理事のうち8人を常務理事にし、法人の日常業務を分掌。常務理事は総長が指名。
- 常務理事は大学教員だけで構成されていたが、2017年4月より職員理事、中高校校長理事が加わった。
- 理事会は通常、月に1回開催。常務理事会を週1回開催。

## 監事
- 評議員会の同意を得て、総長が選任する
- 監事4名

## 評議員
- 教職員（大学院議長、各学部長、学生センター長、図書館長、通信教育部長、付属校校長、事務部局本部長など）
- 卒業生（卒業生評議員はかつては卒業生による選挙で選出していた）
- 学識経験者・功労者
- 学内理事

## 設置校
- 法政大学
- 法政大学中学校・高等学校
- 法政大学第二中学校・高等学校
- 法政大学国際高等学校

## 廃止校
- 法政大学短期大学部
- 法政大学工業高等学校
- 法政大学第三中・高等学校
- 法政大学女子中学校

## 外郭団体等
- 財団法人法政大学出版局

## 2017年4月に寄付行為改正[2]
- 理事の数　11人から13人に変更。11人の時の内訳は、総長、大学教員3人、付属校校長1人、大学職員1人、卒業生評議員4人、総長が選任する1人。
- 総長並びに理事の任期は3年、改選は通算3期までだったが、4年、通算2期までと改めた。
- 常務理事　4人から8人に増員
- 監事　3人から4人に変更。従来は3人の卒業生が当たっていたが、卒業生以外の有識者1人を加え4人となった。